# バンダイナムコネットワークサービス
株式会社バンダイナムコネットワークサービス（英: Bandai Namco Network Services Inc.）は、バンダイナムコグループのネットワークサービスにおけるコンテンツの運営や配信、ローカライズ、技術支援を担う日本の企業。バンダイナムコエンターテインメントの完全子会社。

## 概要
バンダイナムコエンターテインメントは2018年10月1日、ネットワークサービス運営機能を分社した子会社としてバンダイナムコネットワークサービスを設立した。
バンダイナムコネットワークサービスは、バンダイナムコグループが展開するゲームアプリをはじめとしたネットワークサービスについて、安定的なサービスを提供するためにはユーザーに合ったスピーディーな事業運営が求めらいるとして、同グループの事業を安定的に成長および拡大することを目的に、運営ディレクション業務やネットワークサービスに必要な専門機能業務を同グループ内にも保持させ、ネットワークサービスの共通機能をグループ横断的に提供するという考えから設立された。
主な事業内容は、スマートフォンアプリゲーム運営機能やデジタルマーケティング機能、スマートフォンアプリ配信機能、ローカライズ機能、エンジニアリング機能である。